# 799 до н. е.

## Події
Похід Адад-нірарі III в Мідію.

## Правителі
- Фараони Єгипту: Шешонк III (XXII династія), Петубастіс І  (XXIII династія);
- Цар Араму Газаїл;
- Цар Ассирії Адад-нірарі III;
- Цар Вавилонії Нінурта-апла-Х;
- Цар Ізраїлю Йоас;
- Цар Юдеї Амасія;
- Цар Тіру Пігмаліон;
- Цар Урарту Менуа;
- Ван Західного Чжоу Сюань-ван.